# Indiana Jones (szereplő)
Ifjabb dr. Henry Walton Jones, ismertebb nevén Indiana Jones, vagy röviden Indy kitalált szereplő, kalandor, régészprofesszor, az Indiana Jones-filmek főszereplője.
A karaktert George Lucas alkotta meg, az 1930-as évekbeli kalandhősök mintájára. Indiana Jones először az 1981-es Az elveszett frigyláda fosztogatói című filmben szerepelt, amit két folytatása, az Indiana Jones és a végzet temploma és az Indiana Jones és az utolsó kereszteslovag követett 1984-ben és 1989-ben. 1992 és 1996 között sugározták a fiatalkorát bemutató Az ifjú Indiana Jones kalandjai elnevezésű sorozatot. A negyedik, 2008-as film az Indiana Jones és a kristálykoponya királysága. A szereplő emellett számos regényben, képregényben és videójátékban is feltűnt. Nevével fémjelezett élménypark található Disneylandben és Tokyo DisneySea-ben.

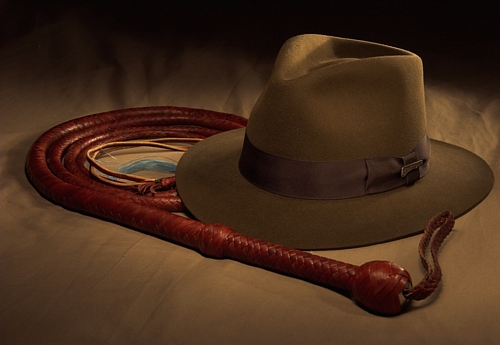
Indiana védjegyei: a kalap és az ostor

Indiana Jones első és legismertebb megformálója Harrison Ford, aki ezidáig négy mozifilmben öltötte magára a régészprofesszor szerepét. További megformálói River Phoenix (a fiatal Indy szerepében az Indiana Jones és az utolsó kereszteslovagban), valamint Corey Carrier Az ifjú Indiana Jones kalandjai c. sorozatban (8-10 éves), Sean Patrick Flanery (16-21 éves) és George Hall (93 éves).
A szereplő ikonikus ruházatát Jim Steranko alkotta meg. Indiana védjegyei a kalap, az ostor és a bőrdzseki. Emellett nem elhanyagolandó a kígyóktól való már-már komikus félelme sem.

## A karakter

### Koncepciója és jellemvonásai
Indiana Jones látszólag egy esetlen egyetemi régészprofesszor. Drótkeretes szemüveget hord és – noha nőnemű tanítványai leplezetlenül oda vannak érte – szégyenlősen bukdácsol a fiatalokkal zsúfolt egyetemi épület folyosóin.
Személyisége 180 fokos fordulatot vesz, amikor egy-egy újabb kalandra indul a világ valamely eldugott, egzotikus szegletébe, hogy egy misztikus ereklyét, régiséget, vagy kultikus tárgyat szerezzen meg – többnyire – nem makulátlan szándékú egyének orra elől.
Ellenségei közül a legismertebbek a nácik, akik Hitler okkultizmus iránti érdeklődésétől (illetve ebből kifolyó hatalomvágyától) hajtva próbálják megszerezni a természetfeletti hatalommal rendelkező leleteket.
Ezen kívül hősünknek meggyűlik még a baja az indiai „alvilággal”, a misztikus Thuggee-kkal is, akik ugyancsak valós figurák voltak.
Az 1950-es években Indy újfent egy katonai szervezet ellenlábasa lesz, mégpedig – a hidegháborús időkből kifolyólag – a szovjet hadseregé.
Indy nem szuperhős, hanem egy valósághű figura. Ez volt a készítők alapkoncepciója. Bár kalandjai egytől egyig valamiféle természetfeletti vonatkozással rendelkeznek, azok többnyire a történelmi valóság keretein belül mozognak. Az ereklyék melyeket hajszol, ugyanígy mitológiai, vallási, okkult, vagy éppen földönkívüli legendák részei.

### Család, barátok és ellenlábasok
- Idősebb dr. Henry Jones (1877–1951), Indy apja. Középkori irodalmat tanít. Megszállott kutatója a Szent Grálnak. 1938-ban együtt indulnak a Grál kutatására.[1]
- Anna Mary Jones (1878–1912), Indy édesanyja. Indy gyermekkorában elhunyt. (Indy húga csecsemőkorában meghalt.)[2]
- Marion Ravenwood (szül. 1909), akivel a történet szerint 1958-ban házasodnak össze.[3]
- Mutt Williams (szül. 1938)[4]
- Marcus Brody (1858–1952) Indy kollégája és jó barátja a Marshall Egyetemen. Bár Brody nem egy kalandor személyiség, több ízben is csatlakozik Indyhez kalandjaiban.[5]
- Sallah Mohammed Faisel el-Kahir (szül. 1897) Indy egyiptomi barátja. Ugyancsak régészeti területen dolgozik. A nácik többek között őt is felbérlik, hogy keresse meg a frigyládát 1936-ban, de ő félrevezeti őket.
- René Belloq (?–1936) Indy régi ellenlábasa, a kimért francia régész. Csatlakozik a nácikhoz, mikor azok a frigyládát kutatják. Végül a végzetét is ennek a legendás tárgynak köszönheti.[6]
- Willie Scott: Willie, vagyis Wilhelmina énekes és színésznő, aki véletlenül lesz csupán részese Indy egyik „leghorrorisztikusabb” kalandjának Indiában.[7]
- Short Round (eredeti nevén Wan Li) (szül. 1926) Shanghai 1932-es japán bombázásakor lett árva. Később egy alkalommal Indianát akarta kizsebelni, aki felismerte a fiú nehéz helyzetét, és segített rajta. 1935-ben együtt indulnak felfedni a pankoti palota titkait.[8]
- Charles Stanforth a Marshall Egyetem dékánja Marcus halála után.
- George "Mac" McHale Indy barátja a 40-es, 50-es években. Együtt szolgáltak a második világháborúban. Később Mac csatlakozik a kristálykoponyáért folyó hajszához a szovjetek szövetségeseként.

### A kulisszák mögött
Indiana szerepére a készítők egy hétköznapi kinézetű karaktert szerettek volna. Egy korai választásuk Tom Selleckre esett, aki azonban a Magnum című sorozat forgatásának kezdete miatt elutasította az ajánlatot, így a szerepet Harrison Ford kapta meg.
Érdekesség, hogy Selleck pár évvel később „kárpótlásul” egy Indiana Joneshoz erősen hasonló filmben, a Kínai kaland című filmben játszhatta a borostás főhős szerepét, ám sokkal kevesebb sikerrel.
Az első és negyedik rész főhősnőjének, Marionnak szerepére pedig az a Sean Young volt esélyes, aki egy évvel később a kultikussá vált Szárnyas fejvadász című Ridley Scott-filmben lett Harrison Ford partnere. A szerep végül Karen Allennek jutott.
További érdekesség, hogy a második film hősnője, Kate Capshaw lett később Steven Spielberg felesége, akit a forgatáson ismert meg. Spielberg humorosan erről így vallott: „Ezúttal Indy helyett enyém lett a nő!”

### A figura alapjául szolgáló minták
Indiana Jones figuráját elsősorban 1930-as évekbeli ponyvaregényhősökről mintázták. Ezzel együtt megannyi valós és kitalált személy jellemvonásait egyesíti magában. Az alábbiak felsorolásai ezen személyeknek, a teljesség igénye nélkül:
- Hiram Bingham, a Machu Picchu amerikai felfedezője[12]
- Percy Harrison Fawcett angol felfedező
- Giovanni Battista Belzoni olasz származású, főleg Egyiptomban tevékenykedő kalandor felfedező[13]
- Harry Steele szerepében Charlton Heston, az Inkák titka című filmben (1954)[14]
- És állítólag Roy Chapman Andrews amerikai felfedező, kalandor, és természettudós.

## Kalandjai

### 1935 – Indiana Jones és az Istenek Sírja
2009-ben jelent meg az amerikai Dark Horse kiadó gondozásában ez a négyfüzetes Indy képregény Indiana Jones and the Tomb of Gods címmel, mely ugyanebben az évben gyűjteményes kiadásban is megjelent. Magyar nyelven nem adták ki.

### 1935 – Indiana Jones és a végzet temploma
1935-ben játszódik Indy második mozis kalandja, mely kronológiailag az első film előtt játszódik.
A történet szerint Indy Kínából menekül egy bizonyos Lao Che nevű gengszter elől. Eközben megismerkedik a bájos Willie-vel az amerikai énekesnővel. Hozzájuk csapódik még a fiatal Short Round vagy más néven Picúr a kínai utcagyerek. Együtt sikerül elmenekülniük egy repülőgépen, melyet viszont magára hagy a legénység, és India felett egy hegycsúcsnak ütközik.
Indy és a többiek ejtőernyő híján egy bravúros trükkel menekülnek meg (egy gumicsónakkal tompítják a zuhanást, majd siklanak le a havas hegyoldalon).
Ezután egy rejtélyes indiai falucskában kötnek ki, ahonnan a falubéliek szerint az összes gyermeket és a falu szent köveit, a három Shankara követ elhurcolták a pankoti palotából érkező "gonosz erők".
Először Indy csak alig-alig hisz a mesének, végül mégis úgy dönt, utánanéz, milyen rejtélyes dolgok folynak az említett helyen.

### 1936 – Az elveszett frigyláda fosztogatói
A legelső Indiana Jones film. A film, mely alapvetően meghatározta a következő évtizedek kaland- és akciófilmjeit.[forrás?]
A történet 1936-ban játszódik. A klasszikus, 30-as évek ponyváit idéző nyitójelenetben megismerhetjük Indy karakterét, ahogy nyaktörő mutatványokkal díszítve, dacolva áruló társaival és halálos csapdákkal, használva ostorát és tapasztalatait megszerez egy dél-amerikai termékenységi szobrocskát. Ekkor megismerhetjük fő ellenlábasát, a francia René Belloq-ot is, aki nyilvánvalóan nem először aratja le hősünk nehezen megszerzett babérjait.
Később Indy „bemutatkozik”, mint esetlen egyetemi tanár is. Láthatjuk hogyan tanít, és hogy mennyire rajonganak érte – a többnyire női – tanítványai. A történetben ekkor feltűnik jó barátja, Marcus Brody is, aki különös hírt hoz: amerikai tisztek szeretnék, ha Indy megszerezné a nácik elől a legendás frigyládát, melyben Mózes a Tízparancsolatot őrizte.

### 1938 – Indiana Jones és az utolsó kereszteslovag
1989-ben, öt évvel a második Indy film bemutatója után került a mozikba az Indiana Jones és az utolsó kereszteslovag. A közönség felemásan fogadta a némileg horrorisztikusra sikerült második részt, és szeretett volna visszakanyarodni a Frigyláda hangulatához. Ilyen módon a film sokban hasonlít elődjére szerkezetileg és történetben egyaránt. A „rosszfiúk” szerepében ezúttal újra a nácikat láthatjuk. A titokzatos, hőn vágyott tárgy pedig újfent egy legendás keresztény, bibliai tárgy, a Szent Grál. Visszatér az első részben megismert Sallah és Marcus is és újra láthatunk sivatagban „Indy lóháton kontra katonai jármű”-féle akciójelenetet.
A film eredetisége Indy apjának felbukkanásában van. Indy apját Sean Connery személyesíti meg egyúttal utalva az Indiana Jones és James Bond közötti popkulturális kapocsra.

## Megjelenései

### Filmek
Indiana Jones 2008-ig négy mozifilmben jelent meg, 2023-ban az ötödik filmet is bemutatják:
- Az elveszett frigyláda fosztogatói (1981)
- Indiana Jones és a végzet temploma (1984)
- Indiana Jones és az utolsó kereszteslovag (1989)
- Indiana Jones és a kristálykoponya királysága (2008)
- Indiana Jones 5 (2023)

Az ifjú Indiana Jones kalandjainak számos epizódja tévéfilmként jelent meg, majd később a teljes sorozatot kiadták ebben a formában.

### Képregények
Indiana Jones kalandjait először a Marvel Comics jelentette meg képregény formában. Először Az elveszett frigyláda fosztogatói háromrészes képregényváltozata jelent meg 1981-ben, majd Indiana Jones további kalandjai címen indult önálló sorozat, mely összesen 34 részt élt meg 1983-tól 1986-ig. Közben megjelent 1983-ban az Indiana Jones és a végzet temploma adaptációja, majd 1989-ben a harmadik mozifilm, az Indiana Jones és az utolsó kereszteslovag képregényes feldolgozása is.
A ’90-es években a részben filmfeldolgozásairól ismert (Csillagok háborúja, A bolygó neve: Halál, Terminátor stb.) Dark Horse kiadó vette át a címet. 1991-ben jelentették meg az első minisorozatot Indiana Jones és Atlantisz végzete címen. Ezt követően további hét történetet adtak ki, és Az ifjú Indiana Jones kalandjai feldolgozó tévés sorozatot.
Az Indy képregények kiadása a kilencvenes évek második felére megtorpant, és a figura újbóli feltűnéséig ezen médiumban közel másfél évtizedet kellett várni. Mikor 2008-ban a mozivászonra került a Indiana Jones és a kristálykoponya királysága, A Dark Horse a film adaptációja mellett egy négyrészes minisorozatot (Indiana Jones and the Tomb of Gods) és egy ezidáig két részt megért, a Klónok háborúja animációs sorozatot – és annak képregényverzióját – idéző grafikával készült zsebkönyvsorozatot indított Indiana Jones Adventures címen.
Két évvel a negyedik filmet követően újra tetszhalott állapotába kerültek Indy képregényes kalandjai. A 2008-ban tapasztalt „áttörést” valószínűleg egy újabb mozifilm, vagy egy sokat emlegetett animációs sorozat feltűnése jelenthet.
Magyar nyelven egyedül Az utolsó kereszteslovag képregényes változata jelent meg nagyalakú, fekete-fehér kiadásban 1989-ben.
1986-ban a Füles magazin évkönyvében jelent meg Az elveszett frigyláda fosztogatói négyoldalas formátumban Fazekas Attila tollából. Ez utóbbi a Mokép reklámja volt a film népszerűsítése céljából.

### Regények
Magyar megjelenések
- Filmregények
  - Campbell Black: Indiana Jones és az elveszett frigyláda fosztogatói (Raiders of the Lost Ark, 1981, Ballantine Books) (fordító: Schéry András)
    - 198x – Budapest: IPM magazin (A frigyláda címen) két részben
    - 1993 – Budapest: King  helytelen ISBN kód: 963-2789-06-5  (Indiana Jones: Az elveszett frigyláda fosztogatói címen)
    - 2007 – Szeged: Lazi ISBN 978-963-9690-85-1

  - James Khan: Indiana Jones és a Végzet Temploma (Indiana Jones and the Temple of the Doom, 1984, Ballantine Books) (fordító: Trethon Judit)
    - 1994 – Budapest: King ISBN 963-7789-07-3
    - 2007 – Szeged: Lazi ISBN 978-963-9690-86-8

  - Rob MacGregor: Indiana Jones és az utolsó kereszteslovag (Indiana Jones and the Last Crusade, 1989, Ballantine Books) (fordító: Trethon Judit)
    - 1989 – Budapest: Matt Kft. ISBN 963-02-7414-0
    - 2008 – Szeged: Lazi ISBN 978-963-9690-99-8

  - James Rollins: Indiana Jones és a kristálykoponya királysága (Indiana Jones and the Kingdom of the Crystal Skull, 2008, Ballantine Books) (fordító:Trethon Judit)
    - 2008 – Szeged: Lazi ISBN 978-963-267-001-0

Ifjúsági sorozat
    - Ryder Windham: Indiana Jones és az elveszett frigyláda fosztogatói (Raiders of the Lost Ark) (fordító: Rákócza Richárd)
      - 2008 – Szeged: Lazi ISBN 978-963-9690-91-2

    - Suzanne Weyn: Indiana Jones és a Végzet Temploma (Indiana Jones and the Temple of the Doom) (fordító: Rákócza Richárd)
      - 2008 – Szeged: Lazi ISBN 978-963-9690-97-4

    - Ryder Windham: Indiana Jones és az utolsó kereszteslovag (Indiana Jones and the Last Crusade) (fordító: Rákócza Richárd)
      - 2008 – Szeged: Lazi ISBN 978-963-267-000-3

    - James Luceno: Indiana Jones és a kristálykoponya királysága (Indiana Jones and the Kingdom of the Crystal Skull, 2008) (fordító: Nemes István)
      - 2008 – Szeged: Lazi ISBN 978-963-267-002-7

Egyéb regények
  - Rob MacGregor: Indiana Jones és a delphi veszedelem (Indiana Jones and the Peril at Delphi) (fordító: Szántai Zsolt)
    - 1993 – Budapest: Valhalla Páholy ISBN 963-7632-35-2

  - Rob MacGregor: Indiana Jones és az óriások tánca (Indiana Jones and Dance of the Giants) (fordító: Szántai Zsolt)
    - 1993 – Budapest: Valhalla Páholy ISBN 963-7632-18-2

  - Rob MacGregor: Indiana Jones és a hét fátyol (Indiana Jones and the Seven Veils) (fordító: Szántai Zsolt)
    - 1994 – Budapest: Valhalla Páholy ISBN 963-8353-52-X

  - Rob MacGregor: Indiana Jones és az özönvíz legendája (Indiana Jones and the Genesis Deluge) (fordító: Szántai Zsolt)
    - 1995 – Budapest: Valhalla Páholy ISBN 963-8353-61-9

  - Rob MacGregor: Indiana Jones és az unikornis öröksége (Indiana Jones and the Unicorn's Legacy) (fordító: Szántai Zsolt)
    - 1995 – Budapest: Valhalla Páholy ISBN 963-8353-71-6

  - Rob MacGregor: Indiana Jones és a belső világ (Indiana Jones and the Interior World) (fordító: Szántai Zsolt)
    - 1995 – Budapest: Valhalla Páholy ISBN 963-8353-77-5

  - Martin Caidin: Indiana Jones és az égi kalózok (Indiana Jones and the Sky Pirates) (fordító: Szántai Zsolt)
    - 1995 – Budapest: Valhalla Páholy ISBN 963-8353-80-5

  - Les Martin: Az ifjú Indiana Jones kalandjai (The Young Indiana Jones Chronicles)
    - 1994– – Budapest: MTM Kommunikációs Kft. és Fabula ISBN 963-654-003-9
    - Az ifjú Indiana Jones kalandjai: A sakál átka
    - Az ifjú Indiana Jones kalandjai: A halál mezeje

### Videójátékok
- Raiders Of The Lost Ark (Atari, 1982)(Atari 2600)
- Indiana Jones In The Lost Kingdom (Mindscape, 1984)(Commodore 64)
- Indiana Jones And The Temple Of Doom (Atari/Mindscape/US Gold, 1985)(Arcade, Amiga, Amstrad CPC, Apple II, Atari ST, Commodore 64, MS-DOS, MSX, ZX Spectrum)
- Indiana Jones In Revenge Of The Ancients (Mindscape/Angelsoft, 1987)(Apple II, MS-DOS)
- Indiana Jones And The Temple Of Doom (Atari/Tengen, 1988)(NES)
- Indiana Jones And The Last Crusade: The Action Game (US Gold, 1989)(MS-DOS, Amiga, Amstrad CPC, Atari ST, Commodore 64, Game Boy, NES, SEGA Master System, SEGA Mega Drive, SEGA Game Gear, MSX, ZX Spectrum)
- Indiana Jones And The Last Crusade: The Graphic Adventure (Lucasfilm Games, 1989)(MS-DOS, Amiga, Atari ST, Mac OS) később (2009) (Windows/Steam)
- Indiana Jones And The Last Crusade (Taito, 1991)(NES)
- Indiana Jones And The Fate Of Atlantis: The Action Game (US Gold, 1992)(MS DOS, Amiga, Atari ST, Commodore 64, Amstrad CPC)
- Indiana Jones And The Fate Of Atlantis: The Graphic Adventure (LucasArts, 1992)(MS-DOS, Mac OS, Amiga, FM Towns Marty) később (2009)(Windows/Steam)
- Indiana Jones' Greatest Adventures (LucasArts/Factor 5, 1994)(SNES) később (2009)(Wii Virtual Console)
- Indiana Jones And His Desktop Adventures (LucasArts, 1996) (Windows, Mac OS)
- Indiana Jones And The Infernal Machine (LucasArts, 1999-2001)(Windows, Nintendo 64, Game Boy Color)
- Indiana Jones And The Emperor's Tomb (LucasArts/The Collective Inc., 2003)(Windows, Mac OS, PlayStation 2, Xbox)
- Lego Indiana Jones: The Original Adventures (LucasArts/Traveller's Tales, 2008)(Windows, Mac OS X, Nintendo DS, Wii, PlayStation 2, PlayStation 3, PlayStation Portable, Xbox 360)
- Indiana Jones And The Staff Of Kings (LucasArts/AM2 ill. Amaze, 2009)(Nintendo DS, Wii, PlayStation 2, PlayStation Portable)
- Lego Indiana Jones 2: The Adventure Continues (LucasArts/Traveller's Tales, 2009)(Windows, Wii, Nintendo DS, PlayStation 3, PlayStation Portable, Xbox 360)